# Trichiura
Trichiura är ett släkte av fjärilar som beskrevs av Stephens 1828. Trichiura ingår i familjen ädelspinnare.

## Bildgalleri

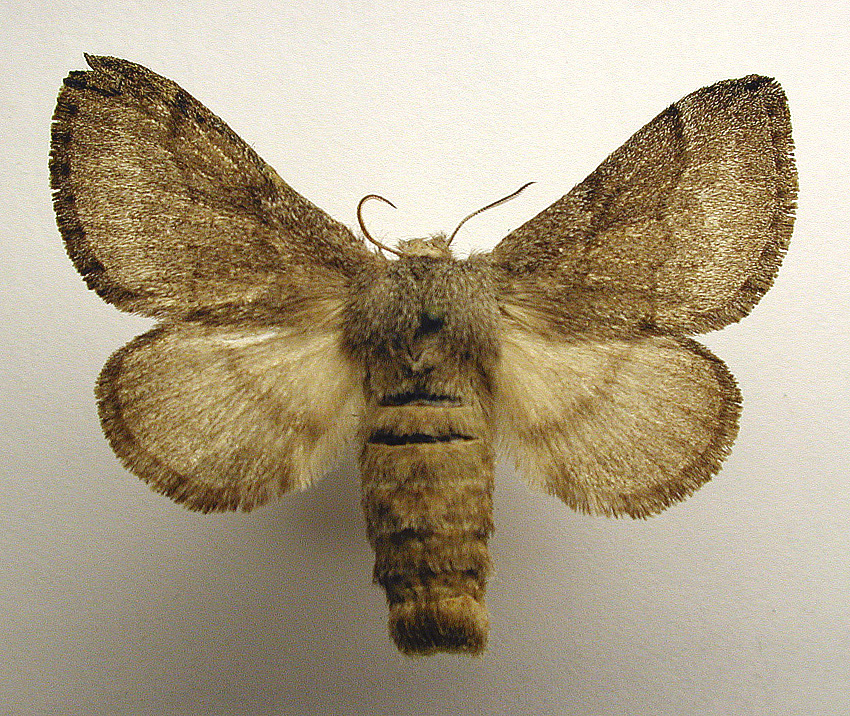

## Dottertaxa tillTrichiura, i alfabetisk ordning[1][2]
- Trichiura albicans
- Trichiura anatolica
- Trichiura arbusculae
- Trichiura ariae
- Trichiura avellanae
- Trichiura bicaudata
- Trichiura borealis
- Trichiura castiliana
- Trichiura confluens
- Trichiura crataegi
- Trichiura defasciata
- Trichiura floccosa
- Trichiura freyeri
- Trichiura griseotincta
- Trichiura ilicis
- Trichiura khasiana
- Trichiura lasistana
- Trichiura mali
- Trichiura mirzayani
- Trichiura moghrebana
- Trichiura pallida
- Trichiura pallidus
- Trichiura passini
- Trichiura pistaciae
- Trichiura sapor
- Trichiura sylvina
- Trichiura tamanukii
- Trichiura unicolor
- Trichiura vallisincola
- Trichiura vidisideae
- Trichiura vitisideae